# La Malata
La Malata es un lugar de la parroquia de Serantes, en el municipio gallego de Ferrol (La Coruña). Se encuentra al noroeste de la ciudad, junto a la ensenada del mismo nombre.

## Demografía
En 2023 tenía una población de 92 habitantes según el Instituto Gallego de Estadística.

## Deportes
En A Malata se encuentran la mayor parte de los equipamientos deportivos de la ciudad de Ferrol:
- Estadio Municipal de A Malata, donde juega sus partidos como local el Racing de Ferrol.
- Polideportivo A Malata
- Pistas de fútbol sala
- Pista de atletismo
- Canchas de tenis y pádel
- Piscina de kayak polo